# Sand in My Shoes
Sand in My Shoes is een nummer van de Britse zangeres Dido uit 2004. Het is de vierde en laatste single van haar tweede studioalbum Life for Rent.
"Sand in My Shoes" gaat over een alleenstaande vrouw die terugkeert van een vakantie en herinneringen ophaalt aan een romantische ontmoeting tijdens deze vakantie. Dido schreef het nummer in het vliegtuig naar Los Angeles, toen ze letterlijk zand in haar schoenen had. Het nummer werd een kleine hit in Europa. Zo bereikte het de 29e positie in het Verenigd Koninkrijk. In de Nederlandse Top 40 bereikte het een bescheiden 37e positie, terwijl het in Vlaanderen de 15e positie in de tipparade bereikte.